# Irene Hinrichsen
Irene Hinrichsen (* 10. Mai 1947 in Hamburg; † 1. März 2012 in Marseille) war eine deutsche Diplomatin und zuletzt bis zu ihrem Tod Generalkonsulin in Marseille.

## Leben
Nach dem Abitur studierte Hinrichsen zwischen 1966 und 1973 Germanistik und Anglistik an der Universität zu Köln und beendete dieses Studium 1973 mit dem Ersten Philologischen Staatsexamen, ehe sie im Anschluss Wissenschaftliche Mitarbeiterin an der Universität zu Köln war. 1977 schloss sie ihre Promotion an der Gesamthochschule Wuppertal zum Dr. phil. mit einer Dissertation zum Thema Der Romancier als Übersetzer : Annemarie und Heinrich Bölls Übertragungen englischsprachiger Erzählprosa. Ein Beitrag zur Übersetzungskritik ab.
Danach trat sie in den Auswärtigen Dienst ein und fand nach Ablegung der Laufbahnprüfung von 1979 bis 1981 zuerst Verwendung im Auswärtigen Amt und anschließend als Kulturreferentin an der Botschaft in Ägypten. Nach ihrer Rückkehr war sie 1984 bis 1987 Referentin in der Politischen Abteilung des Auswärtigen Amtes sowie daraufhin bis 1989 Referentin für Entwicklungszusammenarbeit, Presse und Kultur an der Botschaft in Algerien, ehe sie zwischen 1989 und 1992 Referentin für Kultur an der Botschaft in Chile war. 1992 bis 1996 war Irene Hinrichsen Ständige Vertreterin des Generalkonsuls in Boston sowie daraufhin von 1996 bis 1999 stellvertretende Referatsleiterin in der Politischen Abteilung des Auswärtigen Amtes. 
Im Oktober 1999 erfolgte ihre Akkreditierung zur Botschafterin in Botswana und damit zur Nachfolgerin von Albert Gisy. Im Anschluss war sie von August 2002 bis Juli 2005 als Nachfolgerin von Werner Burkart Botschafterin in Nordmazedonien, während Hans-Dietrich von Bothmer ihr Nachfolger als Botschafter in Botswana wurde.
Im August 2005 wurde sie dann Botschafterin in Sambia. Ihr Nachfolger als Botschafter in Nordmazedonien wurde der bisherige Generalkonsul in Izmir, Ralf Andreas Breth. 2009 übergab sie die Leitung der Botschaft in Lusaka an Frank Meyke, der vorher Botschafter in Bangladesch war.
Zuletzt war Hinrichsen Generalkonsulin in Marseille und übte diese Funktion bis zu ihrem Tod am 1. März 2012 aus.